# Szczerbaki
Szczerbaki (Xenarthra) – grupa lądowych ssaków łożyskowych w randze nadrzędu o zredukowanym uzębieniu. Zaliczane są do nich mrówkojady, leniwce i pancerniki – zwierzęta różniące się wyglądem zewnętrznym i trybem życia, ale o podobnej budowie anatomicznej. Pojawiły się w paleocenie na terenie Ameryki Południowej. Do czasów współczesnych przetrwało 30 gatunków występujących obecnie w obydwu Amerykach.

## Ewolucja
Szczerbaki są zwierzętami Nowego Świata, występują w Ameryce Środkowej i Południowej, a jeden gatunek w Ameryce Północnej. Znane są od paleogenu, od wczesnego eocenu, rozwijały się przede wszystkim w Ameryce Południowej; po jej połączeniu z Ameryką Północną duża liczba gatunków szczerbaków wyginęła, część rozprzestrzeniła się na północ. Przyczyny wyginięcia form kopalnych nie są znane.

## Charakterystyka
Szczerbaki są małymi lub średniej wielkości ssakami o masie ciała sięgającej maksymalnie 60 kg (pancernik olbrzymi). Wśród gatunków wymarłych występowały formy znacznie większe. Mrówkojady i leniwce mają ciało pokryte gęstą sierścią, natomiast u pancerników grzbiet, ogon, głowa i kończyny są pokryte łuskami. W grubej skórze występują gruczoły potowe i łojowe. Przednie kończyny są silnie rozwinięte, zakończone pazurami, pełniącymi odmienne funkcje u przedstawicieli poszczególnych rodzin. Uzębienie zredukowane do uproszczonych zębów policzkowych. U mrówkojadów zęby nie występują. Liczba kręgów szyjnych u niektórych gatunków wynosi od 6 do 9 zamiast 7, co jest typowe dla pozostałych ssaków. W piersiowym i lędźwiowym odcinku kręgosłupa występują dodatkowe stawy międzykręgowe. Mózg jest mały, ze słabo pofałdowaną korą mózgową.

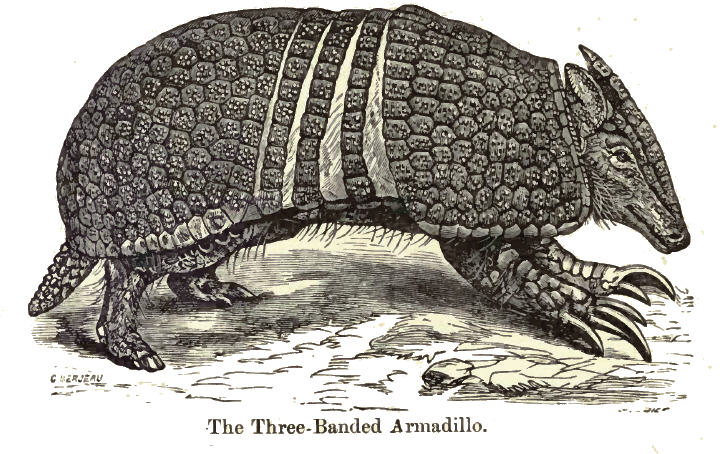
Bolita południowa (Tolypeutes matacus)

Szczerbaki mają dobry węch, ale słaby wzrok. Charakteryzują się powolną przemianą materii. Prowadzą nadrzewny lub naziemny tryb życia. Samice rodzą zwykle jedno młode, z wyjątkiem peby, która zazwyczaj rodzi cztery identyczne młode.

## Taksonomia
Początkowo szczerbaki opisywano pod naukową nazwą Edentata Vicq-d'Azyr, 1792, nawiązującą do słabo rozwiniętego uzębienia. Edentata klasyfikowane były w randze rzędu obejmującego podrzędy Xenarthra i wymarłe Palaeanodonta. Łączono je z mrównikami i łuskowcami. Badania wykazały jednak, że tak sformułowane Edentata nie są taksonem monofiletycznym. W miejsce rzędu Edentata zaproponowano dwa rzędy: Cingulata i Pilosa, wspólnie łączone pod nazwą Xenarthra Cope, 1889.
Cingulata mają ciało okryte pancerzem. Ich łuk jarzmowy jest kompletny. Występują u nich zęby policzkowe. U Pilosa łuk jarzmowy jest niekompletny i brak pancerza. Cechą łączącą te rzędy jest tzw. ksenatralne połączenie stawowe części kręgosłupa. Xenarthra klasyfikowane są często w randze wyższej od rzędu określanej, w zależności od autora, superorder, magnorder lub megaorder. Dla zachowania spójności z nazewnictwem powszechnym w literaturze zoologicznej w artykułach powiązanych z tym hasłem przyjęto dla szczerbaków naukową nazwę Xenarthra oraz rangę rzędu z pominięciem podziału na Cingulata i Pilosa.
Do nadrzędu szczerbaków należą dwa rzędy:
- Cingulata Illiger, 1811 – pancernikowce
- Pilosa Flower, 1883 – włochacze

Opisano również rodzaj wymarły o niepewnej pozycji systematycznej:
- Megaichnus Lopes, Frank, Buchmann & Caron, 2016

## Zagrożenia i ochrona

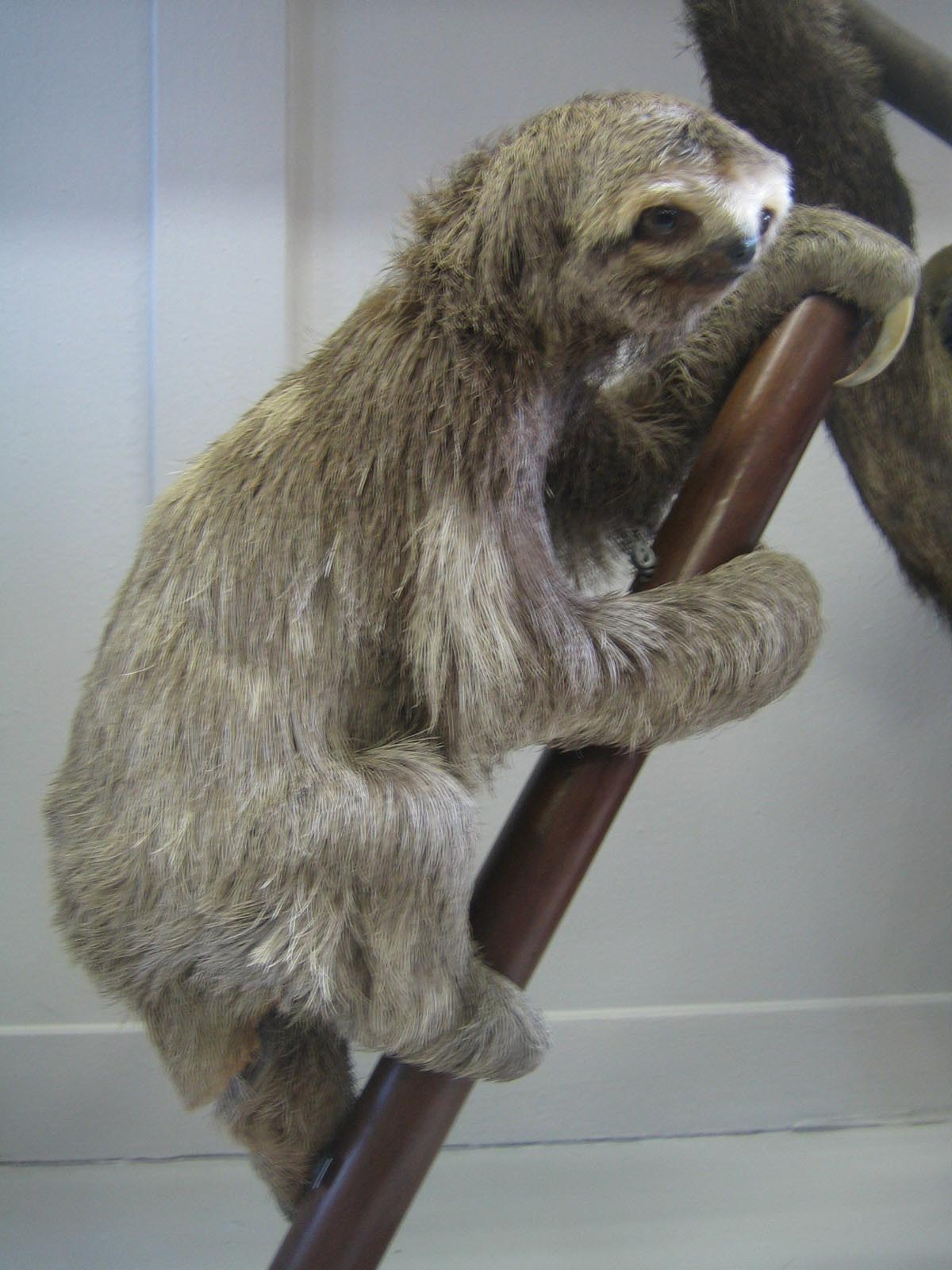
Leniwiec pstry (Bradypus variegatus)

Szczerbaki są dobrze przystosowane do życia w zajmowanych niszach ekologicznych. Największym zagrożeniem dla ich egzystencji jest spowodowana działalnością człowieka utrata siedlisk. Są poławiane przez ludzi dla mięsa, ale jego wartość nie jest wysoko oceniana.